# Герцог де Пине-Люксембург
Герцог де Пине-Люксембург (фр. duc de Piney-Luxembourg) — титул, существовавший во Франции в 1576—1861 годах.

## История титула
Сеньории Пине, Рамерю и Монтеньон, расположенные в графствах Шомон-ан-Бассиньи и Труа, в сентябре 1576 жалованной грамотой, данной Генрихом III в Париже, были возведены в ранг герцогства в пользу Франсуа де Люксембурга, графа де Русси, представителя дома Люксембург-Линьи, младшей ветви династии Люксембургов.
16 марта 1577 Парижский парламент постановил, что двор может провести регистрацию грамот только в соответствии с эдиктом 1566 года. 9 мая Франсуа де Люксембург получил дополнительную грамоту, и 19 сентября был зарегистрирован как герцог в парламенте, а 9 августа 1578 в Счетной палате.
Жалованной грамотой, данной королём в октябре 1581, герцогство Пине было возведено в ранг пэрии для Франсуа и его мужских потомков, и c правом наследования по женской линии. 29 декабря пожалование было зарегистрировано парламентом, и на следующий день герцог присутствовал на заседании в качестве пэра Франции.
Титул, созданный как герцог де Пине, в дальнейшем именовался герцогом де Пине-Люксембург, по аналогии с титулом герцога де Люксембург, некогда принадлежавшего старшей линии рода Люксембургов, а в XVI веке входившего в титулатуру королей Испании.
После пресечения мужской линии дома Люксембург-Линьи титул унаследовала Маргарита Шарлотта де Люксембург-Линьи. Её первый муж Леон д'Альбер 10 июля 1620 жалованной грамотой Людовика XIII был утвержден в достоинстве герцога-пэра по праву жены, и 8 января 1621 зарегистрирован в этом качестве парламентом, в тот же день заняв место в числе пэров.
В 1661 году герцога Анри-Леона д'Альбер-Люксембурга вынудили отказаться от титула в пользу единоутробной сестры Мадлен-Шарлотты-Бонны-Терезы де Клермон-Тоннер, дочери Маргариты Шарлотты де Люксембург-Линьи от второго брака с графом Шарлем-Анри де Клермон-Тоннером. Она сочеталась браком с Франсуа-Анри де Монморанси-Бутвилем, в марте того же года утверждённым жалованной грамотой в качестве герцога-пэра и принявшим имя и герб Люксембургов. Жалованная грамота также устанавливала субституцию герцогства-пэрии с переходом к дому де Жевр, в случае отсутствия потомства.
Многие пэры были недовольны этой сомнительной сделкой, тем более, что Монморанси, занимавший 18-е место в старшинстве пэров, как получивший титул в 1661 году, пытался добиться старшинства с 1581 года, что делало бы его вторым по счету.
По словам герцога де Сен-Симона, в жалованную грамоту в раздел о подтверждении достоинства пэра

...ловко была вставлена формулировка поскольку в этом есть необходимость, чтобы у него была полная возможность ссылаться на прецедент 1581 года при установлении своего ранга по старшинству.— Сен-Симон. Мемуары. 1691—1701, с. 104
20 мая 1662 парламент зарегистрировал Монморанси-Люксембурга в качестве герцога-пэра, в старшинстве с даты регистрации. Процесс Люксембурга против 16-ти других пэров тянулся несколько десятилетий, и закончился только при его сыне в мае 1711, когда парламент окончательно утвердил старшинство Пине-Люксембурга с 1662 года.

## Герцоги де Пине-Люксембург

### Дом де Люксембург-Линьи
- 1576—1613 — Франсуа де Люксембург-Линьи (ум. 1613), 1-й герцог
- 1613—1616 — Анри де Люксембург-Линьи (1582—1616), 2-й герцог
- 1616—1680 — Маргарита Шарлотта де Люксембург-Линьи (1607—1680), 3-я герцогиня

### Дом д'Альбер
- 1620—1630 — Леон д'Альбер (1582—1630), герцог по праву жены
- 1630—1661 — Анри-Леон д'Альбер-Люксембург (1630—1697), 4-й герцог

### Дом де Клермон-Тоннер и де Монморанси-Бутвиль
- 1661—1701 — Мадлен-Шарлотта-Бонна-Тереза де Клермон-Тоннер (1635—1701), 5-я герцогиня
- 1661—1695 — Франсуа-Анри де Монморанси-Бутвиль (1628—1695), герцог по праву жены
- 1695—1726 — Шарль-Франсуа-Фредерик I де Монморанси-Люксембург (1662—1726), 6-й герцог
- 1726—1764 — Шарль-Франсуа-Фредерик II де Монморанси-Люксембург (1702—1764), 7-й герцог

### Линия де Монморанси-Бутвиль-Шатийон
- 1764—1803 — Анн-Шарль-Сижисмон де Монморанси-Люксембург (1737—1803), 8-й герцог
- 1803—1861 — Шарль-Эммануэль-Сижисмон де Монморанси-Люксембург (1774—1861), 9-й и последний герцог[4]

После пресечения линии Монморанси-Бутвиль-Шатийон на титул герцога де Пине-Люксембург мог заявить права Анн-Эдуар-Луи-Жозеф де Монморанси-Люксембург (1802—1878), герцог де Бомон, последний мужской представитель дома Монморанси, однако, он этого не сделал.